# Brasil Foot Club
O Brasil Foot Club foi um clube de futebol brasileiro sediado na cidade de João Pessoa, no estado da Paraíba. Sua denominação é uma homenagem a Seleção Brasileira de Futebol, bem como o seu mascote era o canarinho, seu uniforme a camisa amarela, calções azul e meias brancas. Foi campeão do Campeonato Paraibano de Futebol dos anos de 1914 e 1916.